# Komisija za nadzor obveščevalnih in varnostnih služb Državnega zbora Republike Slovenije
Komisija za nadzor obveščevalnih in varnostnih služb je komisija Državnega zbora Republike Slovenije. 

## Delovanje
»Komisija nadzira dejavnost obveščevalno-varnostne službe pri vladi in obveščevalno-varnostne službe ministrstva, pristojnega za obrambo, skladnost njihovega delovanja s politiko nacionalne varnosti Republike Slovenije in smernicami vlade. Prav tako nadzira uporabo z zakonom določenih posebnih oblik, metod in ukrepov pridobivanja podatkov obveščevalno-varnostnih služb iz prejšnje alinee in varnostnih služb ministrstva, pristojnega za notranje zadeve, obravnava predloge zakonov in drugih aktov, ki urejajo delovanje in uporabo posebnih oblik, metod in ukrepov pridobivanja podatkov obveščevalno-varnostnih služb iz prve alinee tega člena ter državnemu zboru enkrat letno poroča o nadzoru in predlaga potrebne ukrepe.«

## Sestava

#### 7. državni zbor Republike Slovenije
- predsednik: Branko Grims
- podpredsednik: Matej Tonin
- člani: Marjan Dolinšek, Janez Janša, Benedikt Kopmajer, Žan Mahnič, Jasna Murgel, Matjaž Nemec, Franc Trček.

#### 8. državni zbor Republike Slovenije
- predsednik: Matjaž Nemec (prej Matej Tonin)
- podpredsednik: Rudi Medved (prej Žan Mahnič)
- člani: Zvonko Černač, Monika Gregorčič, Zmago Jelinčič Plemeniti, Jerca Korče, Branko Simonovič, Anja Bah Žibert, Blaž Pavlin, Primož Siter